# ليكسينغتون (أوكلاهوما)
ليكسينغتون (بالإنجليزية: Lexington, Oklahoma)‏ هي مدينة تقع بولاية أوكلاهوما في الولايات المتحدة. تبلغ مساحة هذه المدينة 5.5 (كم²)، وترتفع عن سطح البحر 315 م، بلغ عدد سكانها 2152 نسمة في عام 2010 حسب إحصاء مكتب تعداد الولايات المتحدة.

## أعلام
- جون سميث
- هارولد هام

## وصلات خارجية
- The US50 - Cities and Towns in Oklahoma State